# ア・デイ・イン・ザ・ライフ
「ア・デイ・イン・ザ・ライフ」（A Day in the Life）は、ビートルズの楽曲である。1967年に発売された8作目のイギリス盤公式オリジナル・アルバム『サージェント・ペパーズ・ロンリー・ハーツ・クラブ・バンド』に収録された。レノン＝マッカートニーの作品で、曲の大部分は1967年1月中旬にジョン・レノンが書いたもので、中間部分のみポール・マッカートニーが書いた。
アルバム『サージェント・ペパーズ・ロンリー・ハーツ・クラブ・バンド』は、「架空のロックバンドによるライヴ・ショー」をコンセプトとしており、本作は前曲「サージェント・ペパーズ・ロンリー・ハーツ・クラブ・バンド (リプライズ)」に続く同アルバムの最終収録曲であることから、アンコール曲に位置付けられている。サウンド面では、レノンが作曲したパートとマッカートニーが作曲したパートをつなぐ、オーケストレーションが印象的である。
また、アルバムにはクレジットされていないが、LPではこの曲の終了後、しばらく間をおいたレコード盤のいちばん内側の溝に、超高音域のノイズと笑い声や意味不明なおしゃべりを逆回転させた音源が収録されている（アメリカ盤では未収録、CDでは音源が繰り返された後フェード・アウトする）。この部分は、アルバムのセッション・ノーツ内では「エディット・フォー・LP・エンド」、後の『レアリティーズ Vol.2』への収録時には「サージェント・ペッパー・インナー・グルーヴ」と呼称されている（詳細は「サージェント・ペパーズ・ロンリー・ハーツ・クラブ・バンド#構成」を参照）。
レノンは、1968年のインタビューで本作について「ポールと2人でいい仕事をしたよ」とコメントしている。

## 背景

### 新聞からのインスピレーション、マッカートニーの空想からのインスピレーション
ジョン・レノンはデイリーメール紙を読んでいる間に曲を書き始めた。同紙に掲載された二つの記事が彼の目を引いた。ギネスの遺産を相続したタラ・ブラウンの死亡記事と、ランカシャー州ブラックバーンの通りに空いた4,000の穴を舗装し直すという記事であった。
しかしながらできあがった曲は、ブラウンの事故を事実の通り記述してはいなかった。レノンは「僕は事故を実際の通りに書いたわけじゃない。タラは正気を失っていたわけじゃなく、詞を書いている時に僕が思いついただけだ。信号に気づかなかったとか野次馬が集まってきたとか、曲の中での事故のそういう細かい部分については架空の出来事だ。」と語った。その後、ポール死亡説の手がかりを見つけようとしたファンたちは、マッカートニーが事故死したという説の根拠としてこの曲の部分を利用した。
作家のニール・シンヤールは、3番のヴァースにある「The English Army had just won the war（英国軍が戦争に勝ったところで）」というフレーズについて、1966年9月と10月に撮影され、レノンも出演した映画『ジョン・レノンの 僕の戦争』との関連性を指摘し、「リチャード・レスターの映画との関連性なしに、ヴァースを考えるのは困難だ」と述べている。
マッカートニーによって書かれた中間部の歌詞は、若かりし頃の記憶がモチーフとなっている。歌詞について、マッカートニーは以下のように語っている。
さらに、第1セクションの合唱として、「I'd love to turn you on」の一節を加えた。なお、このフレーズとレノンが作ったフレーズ「4,000 holes」は、麻薬を連想させることから、BBCでは本作は放送禁止となった。

## レコーディング

### ベーシックトラック
ビートルズは、1967年1月19日にEMIレコーディング・スタジオのスタジオ2でこの曲のレコーディングを開始した。この当時のタイトルは「In the Life of ...」。リハーサルは、ジョン・レノンがピアノ、ポール・マッカートニーがハモンドオルガン、ジョージ・ハリスンがアコースティック・ギター、リンゴ・スターがコンガという編成で行なわれ、レノンがアコースティック・ギター、マッカートニーがピアノ、ハリスンがマラカスにパートチェンジして、4トラック・テープにベーシック・トラックが録音された。
このとき、第2節とマッカートニーによって作られた中間部の間には24小節空いていた。ビートルズは、この部分を埋める方法が思いうかばず、1月19日の時点ではシンプルなピアノの和音とロード・マネージャーのマル・エヴァンズが24小節をカウントした声が入り、最後の部分に目覚まし時計が鳴る音が入っていた。あくまで仮に入れられたエヴァンズの声と目覚まし時計の音だったが、マッカートニーのミドルエイトの歌詞とマッチしていたことから、レコードにそのまま残された。
1月20日と2月23日に新たに楽器のオーバー・ダビングが行なわれ、後者のセッションにてマッカートニーのベースとスターのドラムが加えられた。

### オーケストラ演奏のレコーディング
本作のオーケストラ演奏のレコーディングは、本作制作のハイライトであり、レノンとマッカートニーがジョン・ケージやルチアーノ・ベリオなど前衛音楽の作曲家に関心を持っていたことが反映されている。空白の24小節を埋めるために、レノンは「オーケストラに一番低い音から最高音までを出してもらうこと」、マッカートニーは「即興で誰とも被らないように音を出してもらうこと」を提案し、ジョージ・マーティンはこの24小節のために緩いスコアを書いた。マーティンによって書かれたスコアは、無調のクレッシェンドであり、オーケストラが決められた枠組みの中で即興演奏することを奨励した。
このレコーディングは、1967年2月10日にEMIレコーディング・スタジオのスタジオ1で、マッカートニーとマーティンの指揮のもと、総勢40名のオーケストラ・メンバーによって行なわれた。このレコーディングでは、通常使用していた4トラック・テープレコーダーではトラック数が足りず、エンジニアの尽力により、2台の4トラック・テープレコーダーを同期させて録音する技術が用いられた。なお、レコーディングされたオーケストラのブリッジ部分は、編集で最後の歌詞の後にも加えられた。
このレコーディングにはゲストとしてミック・ジャガー、マリアンヌ・フェイスフル、キース・リチャーズ、ブライアン・ジョーンズ、パティ・ボイド、マイク・ネスミス、デザイン集団「The Fool」のほか、NEMSのトニー・ブラムウェルが監督として参加し、このレコーディングの模様を撮影してアルバムの制作過程を放映するテレビ番組が企画されていたが、実現しなかった。また、オーケストラ・メンバーは正装してくることと、パーティグッズを身につけることを命ぜられた。
オーケストラ・セッションを終えた夜、ビートルズのメンバー4人とゲスト数名が残り、ファイナル・コードとしてハミングをオーバー・ダビングされた。このハミングは、テイク8からテイク11まで録音されたが、次の節のピアノ・コードが録音されたことにより没となった。

### ファイナル・コード
エンディングの1拍（Eのメジャー・コード）は2月22日にEMIレコーディング・スタジオのスタジオ2で、レノン、マッカートニーとスター、エヴァンズという布陣でそれぞれ3台のピアノ、マーティンがハーモニウムで同時に鳴らして録音された。この音を持続させるために、振動が消えるにつれ音量を上げていき、40秒以上残響が残るようにした。なお、音量を上げきったことにより、椅子などがきしむような音や譜面と思われる紙をめくるような音などもわずかに聞こえる。
なお、1967年のアメリカ盤を除くLP盤において、本作の後に15キロヘルツの高周波の音と、逆回転させた笑い声と話し声が収録されている。この部分は「エディット・フォー・LP・エンド」と呼ばれる。

## バリエーション
1967年に発売されたアルバム『サージェント・ペパーズ・ロンリー・ハーツ・クラブ・バンド』に収録された本作は、前曲「サージェント・ペパーズ・ロンリー・ハーツ・クラブ・バンド (リプライズ)」とクロスフェードして収録されているが、1988年に発売された『イマジン (オリジナル・サウンドトラック)』や1993年に発売された『ザ・ビートルズ1967年〜1970年』のCD版には、クロス・フェードせずにレノンのアコースティック・ギターのみの演奏から始まるバージョンで収録されている。
1996年に発売された『ザ・ビートルズ・アンソロジー2』には、テイク2にマッカートニーによる中間部分が編集で組み合わされたものが収録された。同年に発売された『ザ・ビートルズ・アンソロジー3』に収録の「ジ・エンド」には、本作のファイナル・コードが加えられている。
2006年に発売された『LOVE』には、テイク1におけるレノンのお喋りや「Sugar plum fairy」というカウントが加えられ、クレッシェンド部分が強調されたアレンジで収録されているほか、本作の要素が一部の収録曲に使用されている。
2017年に『サージェント・ペパーズ・ロンリー・ハーツ・クラブ・バンド』発売50周年を記念して発売されたデラックス・エディションにはテイク1とハミングが編集でつなぎ合わされた音源、スーパー・デラックス・エディションにはセッション時の音源と初期のデモ・ミックスが収録された。

## 評価や文化的影響など
『オールミュージック』のリッチー・アンターバーガーは、本作について「ビートルズが演奏した最も複雑で野心的なレノン＝マッカートニーの楽曲の1つで、彼らのアルバム『サージェント・ペパーズ・ロンリー・ハーツ・クラブ・バンド』に感情を刺激するクライマックスをもたらした」と評している。ジャーナリストのニコラス・シャフナーは、「視覚的かつ刺激的で、単なる歌というよりは映画のようだ。写真がすべて頭の中にあることを除けば」と評している。ビートルズの伝記作家であるフィリップ・ノーマンは、本作を「傑作」としている。
1992年8月27日にロンドンで行われたサザビーズのオークションで、マル・エヴァンズの家族によってレノンによる本作の手書きの歌詞が出品され、100,000ドルで落札された。2006年3月にニューヨークで行われたオークションや、2010年6月に行われたサザビーズのオークションで再び出品され、後者において120万ドルで落札された。
本作はカナダのラジオ局CBCで2004年に放送された「50 Tracks」で、ビートルズの曲としては「イン・マイ・ライフ」に次ぐ第12位にランクインした。また、2004年に『ローリング・ストーン』誌が発表した「オールタイム・グレイテスト・ソング500」で第26位にランクインし、2011年版では第28位、最新の2021年版では第24位にランクされている。
マッカートニーは、2008年のライブツアーで演奏して以降、レノンのソロ曲「平和を我等に」とのメドレー形式で演奏している。このほか、ジェフ・ベック、ビージーズ、チープ・トリック、ウェス・モンゴメリーらによってカバーされていて、ジェフ・ベックによるカバー・バージョンは第52回グラミー賞で最優秀ロック・インストゥルメンタル・パフォーマンス賞を受賞した。

## クレジット
※出典（特記を除く）
ビートルズ
- ジョン・レノン - リード・ボーカル（主部）、アコースティック・ギター、ピアノ
- ポール・マッカートニー - ボーカル（中間部）、ピアノ、ベース、指揮者
- ジョージ・ハリスン - マラカス
- リンゴ・スター - ドラム、コンガ、ピアノ（ファイナルコード）

追加の楽器
- ジョージ・マーティン - 指揮者、ハーモニウム（ファイナルコード）
- マル・エヴァンズ - 目覚まし時計、カウント、ピアノ（ファイナルコード）
- マレイケ・クガー - タンバリン
- 40人編成のオーケストラ
  - エリック・グリューエンバーグ - ヴァイオリン・セクションのリーダー
  - トリスタン・フライ - ティンパニ